# Druga crnogorska fudbalska liga 2019-2020
La Druga crnogorska fudbalska liga 2019-2020 (seconda lega calcistica montenegrina 2019-2020), conosciuta semplicemente anche come 2.CFL 2019-2020, è la 14ª edizione di questa competizione, la seconda divisione del campionato montenegrino di calcio.
Il torneo è stato sospeso dopo la disputa della 22ª giornata (11 marzo 2020) a causa della pandemia del coronavirus. Il 20 maggio 2020 la FSCG ha comunicato che il campionato riprenderà il 30 maggio (recupero di una gara della 22ª giornata) e si concluderà il 28 luglio.

## Stagione

### Avvenimenti
Al campionato sono iscritte 10 squadre (questa è la seconda edizione con questo format). Nella edizione precedente sono state promosse Mladost Lješkopolje e Kom, retrocesse Igalo e Berane.

Sono state sostituite dal Lovćen, Mornar (retrocesse dalla 1.CFL 2018-2019), Ibar e Drezga (promosse dalla 3.CFL 2018-2019 dopo gli spareggi fra le vincitrici dei gironi, il Cetinje è la squadra esclusa).

### Formula
In stagione le squadre partecipanti sono 10: 2 che sono retrocesse dalla 1.CFL, 6 che hanno mantenuto la categoria e 2 promosse dalla 3.CFL.
Le 10 squadre disputano un doppio girone andata-ritorno per un totale di 36 giornate; al termine di queste:
- La prima classificata viene promossa in 1.CFL 2020-2021
- Seconda e terza classificata vanno agli spareggi contro ottava e nona di 1.CFL 2019-2020
- Le ultime due classificate vengono retrocesse in 3.CFL 2020-2021

## Squadre
| Club           | Città        | Stadio                    | Posizione 2018-2019                    |
| -------------- | ------------ | ------------------------- | -------------------------------------- |
| Lovćen         | Cetinje      | Stadion Obilića Poljana   | 9º in 1. CFL                           |
| Mornar         | Antivari     | Stadion Topolica          | 10º in 1. CFL                          |
| Bokelj         | Cattaro      | Stadion pod Vrmcem        | 3º in 2. CFL                           |
| Otrant-Olympic | Dulcigno     | Olimpijski stadion Ulcinj | 4º in 2. CFL                           |
| Arsenal Tivat  | Teodo        | Stadion u Parku           | 5º in 2. CFL                           |
| Jedinstvo      | Bijelo Polje | Gradski stadion Nikoljac  | 6º in 2. CFL                           |
| Jezero         | Plav         | Stadion pod Racinom       | 7º in 2. CFL                           |
| Dečić          | Tuzi         | Stadion Tuško Polje       | 8º in 2. CFL                           |
| Ibar           | Rožaje       | Stadion Bandžovo Brdo     | 1º in 3. CFL Nord, 1º negli spareggi   |
| Drezga         | Podgorica    | Stadion Drezge            | 1º in 3. CFL Centro, 2º negli spareggi |

## Classifica
Aggiornata all'11 marzo 2020
|  | Pos. | Squadra                | Pt | G  | V  | N  | P  | GF | GS | DR  |
|  | ---- | ---------------------- | -- | -- | -- | -- | -- | -- | -- | --- |
|  | 1.   | Dečić                  | 44 | 22 | 12 | 8  | 2  | 43 | 24 | +19 |
|  | 2.   | Jedinstvo Bijelo Polje | 38 | 22 | 10 | 8  | 4  | 29 | 20 | +9  |
|  | 3.   | Bokelj                 | 35 | 21 | 10 | 5  | 6  | 29 | 17 | +12 |
|  | 4.   | Jezero                 | 32 | 22 | 9  | 5  | 8  | 27 | 24 | +3  |
|  | 5.   | Ibar                   | 31 | 22 | 8  | 7  | 7  | 30 | 29 | +1  |
|  | 6.   | Mornar                 | 28 | 22 | 6  | 10 | 6  | 20 | 22 | –22 |
|  | 7.   | Drezga                 | 27 | 21 | 7  | 6  | 8  | 23 | 31 | –8  |
|  | 8.   | Arsenal Tivat          | 25 | 22 | 6  | 7  | 9  | 27 | 31 | –4  |
|  | 9.   | Lovćen                 | 19 | 22 | 4  | 7  | 11 | 24 | 36 | −12 |
|  | 10.  | Otrant-Olympic         | 14 | 22 | 3  | 5  | 14 | 16 | 34 | −18 |

Legenda:
      Promosso in 1.CFL 2020-2021.
  Partecipa agli spareggi-promozione.
      Retrocesso in 3.CFL.
Regolamento:
Tre punti a vittoria, uno a pareggio, zero a sconfitta.

## Risultati
Aggiornati all'11 marzo 2020
|           | Ars  | Bok  | Deč  | Dre  | Iba  | Jed  | Jez  | Lov  | Mor  | Otr  |
| --------- | ---- | ---- | ---- | ---- | ---- | ---- | ---- | ---- | ---- | ---- |
| Arsenal   | –––– | 1-0  | 3-3  | 0-1  | 4-1  | 0-1  | 1-2  | 2-1  | 1-1  | 3-1  |
| Arsenal   | –––– | -    | -    | -    | 1-1  | -    | 0-0  | -    | -    | -    |
| Bokelj    | 0-0  | –––– | 3-1  | 5-1  | 1-2  | 1-1  | 0-1  | 3-1  | 0-0  | 1-0  |
| Bokelj    | -    | –––– | -    | -    | -    | 2-0  | 1-0  | -    | -    | -    |
| Dečić     | 4-1  | 3-0  | –––– | 0-0  | 4-1  | -    | 2-1  | 2-1  | 2-0  | 2-1  |
| Dečić     | -    | -    | –––– | -    | 3-3  | -    | -    | 1-2  | -    | -    |
| Drezga    | 2-2  | 2-3  | 0-1  | –––– | 3-1  | 2-2  | 2-2  | 0-4  | 1-0  | 0-0  |
| Drezga    | -    | rinv | 0-3  | –––– | -    | -    | -    | -    | -    | 0-0  |
| Ibar      | 2-0  | 1-1  | 0-0  | 2-0  | –––– | 2-0  | 3-1  | 1-1  | 2-2  | 1-2  |
| Ibar      | -    | -    | -    | -    | –––– | -    | 2-0  | -    | 1-1  | -    |
| Jedinstvo | 1-0  | 1-0  | 1-2  | 1-0  | 2-1  | –––– | 3-0  | 0-0  | 1-1  | 3-0  |
| Jedinstvo | 1-1  | -    | -    | -    | -    | –––– | -    | -    | -    | -    |
| Jezero    | 4-0  | 0-0  | 1-2  | 1-2  | 1-0  | 2-0  | –––– | 1-1  | 1-0  | 2-1  |
| Jezero    | -    | -    | -    | -    | -    | 0-2  | –––– | -    | -    | -    |
| Lovcen    | 0-3  | 1-2  | 1-1  | 1-2  | 0-1  | 2-2  | 0-4  | –––– | 1-1  | 2-1  |
| Lovcen    | -    | 0-2  | -    | 1-3  | -    | -    | -    | –––– | 1-1  | -    |
| Mornar    | 2-1  | 1-0  | 0-2  | 0-1  | 1-0  | 1-1  | 1-1  | 3-2  | –––– | 2-0  |
| Mornar    | -    | -    | -    | -    | -    | 1-3  | -    | -    | –––– | 1-0  |
| Otrant    | 1-0  | 0-4  | 2-2  | 2-1  | 1-2  | 1-2  | 0-1  | 0-1  | 0-0  | –––– |
| Otrant    | 2-3  | -    | 1-1  | -    | -    | -    | -    | -    | -    | –––– |

## Spareggi
Penultima e terzultima della prima divisione sfidano seconda e terza della seconda divisione per due posti in Prva crnogorska fudbalska liga 2020-2021.